# Todesfall Brittanie Cecil
Der Todesfall Brittanie Cecil ereignete sich während eines Eishockeyspiels der National Hockey League (NHL) im März 2002 in Columbus, Ohio, USA, als die 13-jährige Zuschauerin durch einen abgefälschten Puck am Kopf getroffen wurde und zwei Tage später verstarb. Der Vorfall machte international Schlagzeilen und führte zu einer Erhöhung der Sicherheitsmaßnahmen bei NHL-Spielen.

## Opfer
Brittanie Nichole Cecil wurde am 20. März 1988 geboren und lebte mit ihrer Mutter, ihrer Schwester und ihrem Stiefvater in West Alexandria, Preble County, Ohio, etwa 20 Meilen westlich von Dayton. Sie besuchte die Twin Valley South Middle School in West Alexandria, war Mitglied im Schülerrat, betrieb Cheerleading und spielte Fußball und Volleyball. Beigesetzt wurde sie am Fairview-Friedhof ihres Wohnortes.

## Vorfall
Brittanie Cecil besuchte mit ihrer Stiefmutter am 16. März 2002 ein NHL-Heimspiel der Columbus Blue Jackets gegen die Calgary Flames, welches in der Nationwide Arena von Columbus, Ohio, ausgetragen wurde. Das Eintrittsticket hatte sie als vorzeitiges Geburtstagsgeschenk von ihrem leiblichen Vater erhalten. Es war ihr erster Trip zu einem Eishockeyspiel.
Das Mädchen wurde im zweiten Spieldrittel bei 12:20 Minuten verbleibender Spielzeit von einem durch Jackets-Center Espen Knutsen abgegebenen und durch Flames-Verteidiger Derek Morris abgefälschten Schlagschuss am Kopf getroffen. Der Puck war dabei über die acht Fuß hohe Plexiglasumrandung des Eisfeldes und 30 Meter weiter bis in die 19. Reihe der Sektion 121 an der Westseite der Halle geflogen. Außer Brittanie Cecil, waren auch noch zwei weitere Zuschauer vom selben Puck getroffen und verletzt worden.
Brittanie Cecil hatte zwar eine blutende Kopfverletzung, war aber bei Bewusstsein und konnte selbstständig zur Erste-Hilfe-Station und später zum Krankenwagen gehen. Erst im Kinderkrankenhaus von Columbus, wo ihre Kopfwunde genäht werden sollte, bekam sie einen Schwächeanfall und wurde zur Beobachtung eingewiesen. Zwei Tage später starb sie jedoch an den Folgen eines angewachsenen Blutgerinnsels, welche die Blutzufuhr zu ihrem Gehirn unterbrochen hatte. Die Todesursache war die Folge einer Verletzung der Wirbelsäulenarterie, als ihr Kopf durch den Puckaufprall nach hinten geklappt war. 

## Reaktion
Brittanie Cecil war die erste Person in der NHL-Geschichte, die durch einen Puckflug ums Leben kam. Aufgrund ihres Todes ordnete NHL-Commissioner Gary Bettman ab dem nächsten Saisonstart die Anbringung von Sicherheitsnetzen hinter den Torbereichen aller NHL-Arenen an. Zudem wurde beschlossen, die minimale Höhe der Plexiglasumrandung der Eisflächen um zwei Fuß anzuheben. Eine Erhöhung der Scheiben bis zum Schutz der hintersten und höchstgelegenen Zuschauerbereiche oder die vollständige Absicherung der Eisfläche durch Sicherheitsnetze sei aufgrund der damit einhergehenden Instabilität der Scheibenwände, bzw. der dadurch eingeschränkten Sicht für die Zuschauer und TV-Teams durch Netze weiterhin nicht realisierbar. Tödliche Unfälle durch Pucks hatte es bereits in anderen Ligen gegeben, so zum Beispiel 1984 in der Western Hockey League (WHL) und im Jahr 2000 in der South Eastern Manitoba Hockey League (SEMHL).
Die Blue Jackets gewannen das Spiel am Unglückstag noch mit 3:1. Beim nächsten Heimspiel wurden die Flaggen vor der Nationwide Arena auf halbmast gesetzt und es wurde eine Schweigeminute vor Spielbeginn eingelegt. Die Spieler selbst liefen mit den Initialen des getöteten Mädchens auf ihren Helmen auf und trugen diese bis Saisonende. Der Manager der Blue Jackets, Doug MacLean, vertrat zudem die Mannschaft bei der Beerdigung von Brittanie Cecil.